# Léon Ier de Mingrélie

Léon Ier de Mingrélie   (ou Levan Ier Dadiani géorgien : ლევან [ლეონ] I დადიანი; mort en 1572) est un membre de la
maison des Dadiani souverain d' Odishi, c'est-à-dire la Mingrélie, en Géorgie occidentale. Il succède à son père Mamai III Dadiani, comme eristavi (duc) d'Odishi et ex officio mandaturt-ukhutsesi (c'est-à-dire: Seigneur Haut sénéchal) d'Iméréthie en 1533. La rupture du Dadiani avec le roi d'Iméréthie entraîne son emprisonnement en 1546. Il réussit à s'échapper et regagne ses possessions, l' Empire Ottoman garantissant son indépendance vis-à-vis de l'Iméréthie.

## Biographie

### Accession au pouvoir et rupture avec le roi d'Iméréthie
Levan est le fils de Mamia III Dadiani et de son épouse, Elisabed. Il succède à son père après la mort de celui-ci lors d'une expédition contre les Circassiens en 1533. Ces tribus des montagnes du nord du Caucase continuent à être une menace pour Léon mais le danger le plus immédiat est constitué par ses suzerains les rois d'Iméréthie, l'un des trois états successeurs du royaume de Géorgie médiéval. À l'époque de l'accession au pouvoir de Léon Ier les 
Dadiani ont déjà acquis une large autonomie de leur contemporain le roi d'Iméréthie, Bagrat III, qui est cependant déterminé à reprendre sous son contrôle ses sujets récalcitrant. Léon continue à être désigné comme eristavt-eristavi (duc) de Mingrélie et de porter le titre de mandaturt-ukhutsesi (Seigneur haut sénéchal) d'Iméréthie, mais en ne répondant pas à l'appel aux armes de Bagrat au cours d'une guerre menée par une alliance de dirigeants géorgiens contre l'expansion de [Empire ottoman] en 1545, Léon refuse ses devoirs de vassal du roi,,

### Emprisonnent et évasion
Après avoir défait les troupes Ottomanes lors de la Bataille de Sokhoista, Bagrat III se venge du Dadiani l'année suivante : il  invite Léon à un sommet à Khoni, et l'incarcère dans le clocher du Monastère de Gelati, et offre à son vassal, Rostom de Gourie de partager avec lui la Mingrélie. Le Gouriel, méfiant estime qu'il sera la prochaine cible des efforts centralisateurs de Bagrat, décline l'offre et conseilla au roi de libérer Dadiani. Vers 1550, l'autre ennemi de Bagrat, Kai-Khosrov II Jakéli, prince de Samtskhe, soudoie un noble d'Iméréthie Khopilandre Chkheidzé pour aider Dadiani à s'échapper et persuada le Gouriel de lui donner un passage libre pour regagner la Mingrélie, où Léon se rétablit rapidement,,

### Relations avec le Gouriel
Par la suite, Léon récompense les bons services de Rostom de Gourie en mobilisant l'armée de Mingrélie pour le soutenir contre la menace ottomane, mais les intrigues de Vakhtang, le frère cadet de Bagrat III, perturbent l'accord entre le Dadiani et le Gouriel. L'honneur de la 
famille Gouriel est de plus blessée lorsque le fils de Léon, Georges, répudie sa femme, une fille de Rostom de Gourie, afin d'épouser une belle circassienne, mariée à son propre oncle, Batulia, qu'il lui enlève. Léon tente de rétablir une alliance matrimoniale avec le Gouriel en mariant sa fille au fils et successeur de Rostom, Georges II de Gourie, qui humilie à son tour le Dadiani en divorçant de sa nouvelle épouse mingrélienne et en épousant une princesse d'Iméréthie veuve et tante du fils et successeur de Bagrat III, Georges II d'Iméréthie,

### Exil à Constantinople et retour
Après que le Dadiani ait soutenu une révolte manquée du prétendant Khosro en Iméréthie, en 1568, le roi Georges II d'Iméréthie fait  cause commune avec le Gouriel et attaque la  Mingrélie. Levan incapable de se défendre contre l'invasion conjointe s'enfuit  à Constantinople et fait confirmer par le sultan  son indépendance vis-à-vis du roi d'Iméréthii. Dès lors, il se fait nommer « Dadiani souverain» (en géorgien: ხელმწიფე დადიანი). Selon les chroniques géorgiennes du début du XVIIIe siècle de Beri Egnatashvili et du prince Vakhoucht Bagration, les principales sources disponibles pour cette période de l'histoire géorgienne, Léon revient avec les troupes ottomanes d'Erzurum et de Trébizonde et oblige le Gouriel à acheter la paix pour 10.000 dirhams, avant de reprendre le cours de son règne. Les deux princes-régnants collaborent alors à la division des domaines des princes impériaux Chiladzé, qui avaient été dépossédés par le roi pour leur soutien à la révolte du prétendant Khosro,.

### Sources  étrangères sur la présence du Dadiani à Constantinople
Le voyage du Dadiani à Constantinople est connu par de nombreuses sources documentaires diplomatiques européennes  et une charte
délivrée par le petit-fils de Léon Ier Léon II de Mingrélie. Ces sources contredisent les chroniques géorgiennes sur la
nature de l'aide accordée par le sultan comme sur la date du séjur de Léon Ier dans la capitale ottomane.
En 1560, le représentant de la République de venise Marino Cavalli rapporte que 4 ou 5 ans avant, « Dadian, prince ou roi des Mingréliens », avait rendu visite au sultan en personne afin d'obtenir son appui contre ses ennemis mortels, les Circassiens,et avait obtenu six galères. Il avait ensuite choisit de faire la paix avec les Circassiens plutôt que de devenir trop dépendant des Ottomans. Vers la même époque l'ambassadeur des  Habsbourgs à Constantinople, Ogier Ghislain de Busbecq, communique à ses supérieurs une information selon laquelle « Dadian, roi des Mingréliens », vient dans la capitale ottomane demander des vaisseaux pour agir contre ses voisins, « les Ibères du Caucase », c'est-à-dire les Iméréthiens, et propose de payer tribut au sultan en échange de son assistance. Busbecq fait également savoir que le Dadian avait été prisonnier des « Ibèriens », qui l'avaient capturé pendant une beuverie après une conférence de paix,. Le diplomate  cardinal hongrois d'origine dalmate Antun Vrančić rapporte quant à lui qu'un prince, qui se considérait lui-même comme roi de « Toute la Mingrélie, » visite Constantinople, en février 1557, afin d'obtenir assistance naval ottomane contre les Circassiens, qui ont tué son père. Vrančić écrit que le souverain Mingrélien offre un arc précieux en présent et est prêt à payer l'impôt au sultan ce dont il était jusqu'à présent exempté,.
Le voyage de Léon/Levan à Constantinople est également évoqué dans une charte de son petit-fils et homonyme. Le document délivré entre 
1639 et 1657, ne précise par la date ni la cause de la visite, mais indique que le sultan offre à Levan neuf vaisseaux que le Dadiani place sous le commandement d'un certain  Kristekochi Ratia.

### Décès et postérité
Léon/Levan meurt en 1572, en se brisant le cou lors d'un accident de chasse provoqué par le noble mingrélien Jaiani, selon le récit de Beri Egnatashvili. Il a comme successeur son fils aîné, Georges III Dadiani.
Levan semble s'être marié à deux reprises. D'abord avec une femme nommée  Elene identifiée comme l'épouse de  Levan Dadiani dans une note marginale de l'évangile de d'Tsalendjikha. Une seconde épouse nommée Marekhi, apparait au côté de Levan et de leur fille, dans une fresque 
de la chapelle de la Cathédrale d'Tsalendjikha. En plus de son successeur Georges III de Mingrélie, Levan laisse trois autres fils et trois filles :
- Mamia IV Dadiani († 1590), Prince-Régnant de Mingrélie;
- Mamouka ou Manouchar Ier Dadiani († 1611), Prince-Régnant de Mingrélie;
- Fille anonyme, brièvement mariée vers 1566, à Georges II de Gourie;
- Fille anonyme, qui épouse en  1573, le Prince Bagrat († 1578), fils du roi Georges II d'Iméréthie;
- Marekhi, qui se marie deux fois, le 6 juin 1564, avec Qvarqvaré VI Jakéli, prince de Samtskhe, dont elle divorce en mars 1580, et épouse en secondes noces le roi Léon Ier d'Iméréthie en 1586;
- Georges († vers 1619), seigneur de Salipartiano et premier à porter le titre de Lipartiani. Il est le père de trois fils et de deux filles, dont selon la version de la généalogie des Dadiani présentée par  Cyrille Toumanoff: Vameq III Dadiani, Prince-Régnant de Mingrélia, et Mariam, reine consort de  Georges X de Karthli[12].